# Hyperyboella
Hyperyboella is een geslacht van rechtvleugeligen uit de familie doornsprinkhanen (Tetrigidae). De wetenschappelijke naam van dit geslacht is voor het eerst geldig gepubliceerd in 1938 door Günther.

## Soorten
Het geslacht Hyperyboella  is monotypisch en omvat slechts de volgende soort:
- Hyperyboella orphania (Günther, 1938)